# Генрик Ловмянський

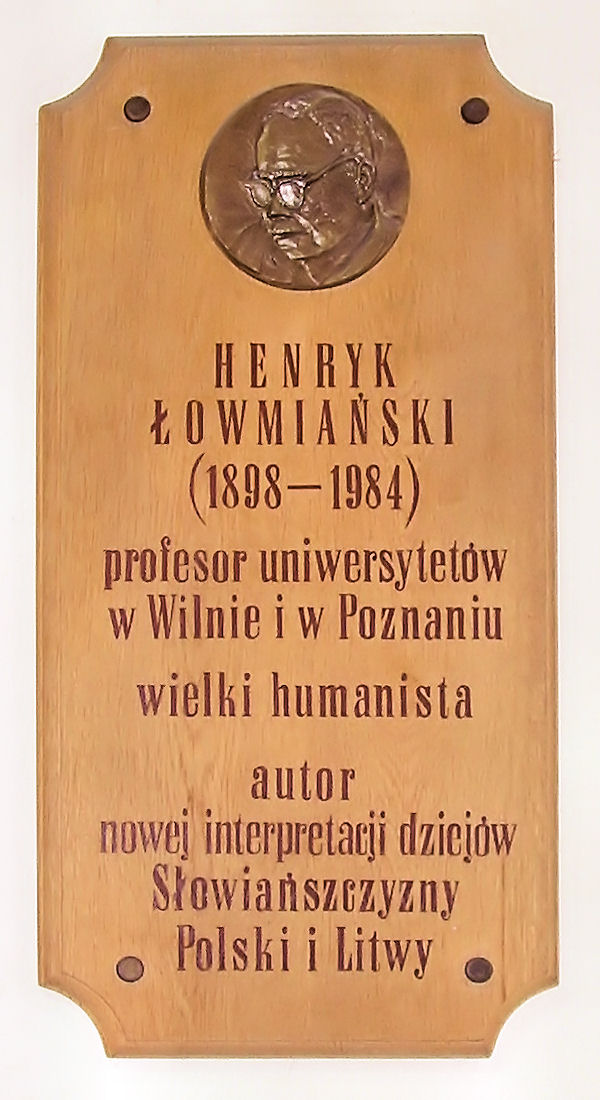
Меморіальна дошка на честь Ловмянського в Познанському університеті

Генрик Ловмянський (пол. Henryk Łowmiański; 22 серпня 1898, Вількомир — 4 вересня 1984) — польський історик, спеціаліст із середньовіччя й славістики. Автор монументальної 6-томної праці «Початки Польщі».

## Біографія
Народився у Вількомирі Віленській губернії Російської імперії. Навчався у Вільні та Чернігові. 1916 року поступив до Київського університету святого Володимира (Російська імперія). Вищу освіту здобув у Віленському університеті імені Стефана Баторія (Польща). 1924 року, під керівництвом Казімежа Ходиніцького, захистив докторську дисертацію з історії литовських міст 16 століття (Wschody miast litewskich w XVI wieku). 1932 року отримав звання почесного доктора за дослідження з історії Великого князівства Литовського. У 1933–1939 роках працював на кафедрі історії Східної Європи Віленського університету. З 1938 року — член Польської академії знань. Під час Другої світової війни працював у віленському архіві. 1945 року переселився до Польщі, до міста Лодзь. Згодом працював у Познані, в Університет імені Адама Міцкевича, на кафедрі історії Східної Європи. 1963 року став керівником відділу історії середньовіччя Інституту історії Польської академії наук. Протягом 1951–1957 років головував на історичних кафедрах Познанського університету, а у 1957–1968 був директором інституту історії цього університету. 
Трагічно загинув під трамваєм у Познані на вулиці Грюндвальдській. Залишив по собі учнів-істориків Юліуша Бардаха, Артура Кіяса та інших.

## Праці
- «Wschody» miast litewskich (1923—1924) [w:] Ateneum Wileńskim t. 1 (s. 398—466) i t. 2 (s. 1-30)
- Witold wielki książę litewski (1930)
- Studia nad początkami społeczeństwa i państwa litewskiego (1931—1932)
- Uwagi o sprawie podłoża społecznego i gospodarczego Unii Jagiellońskiej (1934)
- The Ancient Prussians (1936)
- Wcielenie Litwy do Polski w 1386 roku (1937)
- Handel Mohylewa w XVI w. (1938)
- Struktura gospodarcza Mohylewa w czasach pomiary włócznej (1939)
- Imię chrzestne Mieszka I (1948)
- Podstawy gospodarcze formowania się państw słowiańskich (1953)
- Zagadnienia roli Normanów w genezie państw słowiańskich (1957)
- Historia Polski do roku 1764 (1957—1958)
- Geneza państwa ruskiego jako wynik procesu wewnętrznego (1962)
- Początki Polski t. I—VI (1963—1985)
- Religia Słowian i jej upadek (w. VI—XII) (1979)
- Studia nad dziejami Wielkiego Księstwa Litewskiego (1983)
- Studia nad dziejami Słowiańszczyzny, Polski i Rusi w wiekach średnich (1986)
- Prusy — Litwa — Krzyżacy (1989)
- Zaludnienie państwa litewskiego w wieku XVI: zaludnienie w roku 1528 (1998)
- Polityka Jagiellonów (1999)